# Red Bull Arena (Salzburg)
Red Bull Arena (tiếng Đức: [ɹɛt ˈbʊl ʔaˌʁeːnaː]), được gọi là Sân vận động EM Wals-Siezenheim ([eːˈʔɛmˌʃtaːdi̯ɔn ˌvalsˈsiːtsn̩haɪm]) trong thời gian diễn ra Euro 2008 và Sân vận động Salzburg trong các giải đấu bóng đá cấp câu lạc bộ UEFA, là một sân vận động bóng đá ở Wals-Siezenheim, một đô thị ở ngoại ô Salzburg, Áo. Sân chính thức được khánh thành vào tháng 3 năm 2003. Đây là sân nhà của FC Red Bull Salzburg. Trước đây, câu lạc bộ thi đấu tại Sân vận động Lehen.

## Lịch sử
Vào năm 2011, sân vận động đã tổ chức giải đấu giao hữu Salzburgerland Cup, gồm bốn câu lạc bộ FK Austria Wien, FC Rapid București, Maccabi Haifa F.C. và FC Shakhtar Donetsk. Shakhtar đã vô địch giải đấu này.

## Tổng quan
Sân hiện có sức chứa 31.895 chỗ ngồi. Sân vận động ban đầu có sức chứa 18.200 người, nhưng sức chứa đã được mở rộng lên hơn 30.000 chỗ ngồi do sân được cải tạo để tổ chức Giải vô địch bóng đá châu Âu 2008.
"Sân vận động EM Wals-Siezenheim" là sân vận động duy nhất ở Giải bóng đá vô địch quốc gia Áo sử dụng mặt sân cỏ nhân tạo. Mặt cỏ được sử dụng là Ligaturf 40mm đạt tiêu chuẩn 2 sao FIFA của Polytan với một lớp đàn hồi dày 25mm được lắp đặt vào năm 2005, nhưng kể từ mùa hè năm 2010, sân vận động đã sử dụng mặt cỏ tự nhiên.

## Các trận đấu Euro 2008
| Ngày                |        | Kết quả |             | Vòng   |
| ------------------- | ------ | ------- | ----------- | ------ |
| 10 tháng 6 năm 2008 | Hy Lạp | 0–2     | Thụy Điển   | Bảng D |
| 14 tháng 6 năm 2008 | Hy Lạp | 0–1     | Nga         | Bảng D |
| 18 tháng 6 năm 2008 | Hy Lạp | 1–2     | Tây Ban Nha | Bảng D |